# Георг фон Дитрихщайн
Зигмунд Георг фон Дитрихщайн (на немски: Siegmund Georg von Dietrichstein) е австрийски благородник, фрайхер на Дитрихщайн-Холенбург в Каринтия.

## Биография
Роден е на 2 септември 1526 година. Той е големият син на 1. фрайхер Зигмунд фон Дитрихщайн (1484 – 1533), господар на Холенбург, Финкеншайн и Талбург, и съпругата му Барбара фон Ротал, фрайин фон Талберг (1500 – 1550), извънбрачна дъщеря на император Максимилиан I фон Хабсбург (1459 – 1519) и Маргарета фон Рапах († 1522). Внук е на Панкрац фон Дитрихщайн (1446 – 1508) и на Барбара Гусл († 1518). Той е (нелегитимен) братовчед на император Карл V и Фердинанд I.
На 8 юли 1514 г. император Максимилиан I издига баща му Зигмунд фон Дитрихщайн и всичките му брачни наследници на фрайхер на Свещената Римска империя и продава замък Холенбург през 1514 г. на баща му.
По-голям брат е на Адам (1527 – 1590) и на Карл (1532 – 1562). Двамата братя Георг и Адам разделят Холенбург на два клона. Адам получава Микулов/Николсбург, Моравия.
Зигмунд Георг фон Дитрихщайн става протестант. Той умира на 25 юли 1593 г. в дворец Холенбург в Каринтия на 66-годишна възраст.
Потомците му са издигнати през 1651 г. на имперски графове и 1684 г. на имперски князе и измират по мъжка линия през 1861 г. с Йохан Дуклас.

## Фамилия
Зигмунд Георг фон Дитрихщайн се жени на 6 май 1554 г. за Анна фон Щархемберг (* 26 април 1537; † 26 април 1597 в Клагенфурт), дъщеря на Еразмус I 'Стари' фон Щархемберг-Вилдбург (1503 – 1560) и Анна фон Шаунберг (1513 – 1551). Те имат 22 деца:
- Мария Магдалена (* ок. 15 юни 1555; † 26 октомври 1581), омъжена на 10 февруари 1572 г. за Волфганг Ш...
- Еразмуз (* 6 декември 1556; † ок. 18 ноември 1583)
- Анна Мария (* 7 декември 1557; † 5 март 1586), омъжена на 1 януари 1575 г. за граф Юлиус I фон Залм-Нойбург (* 1531; † 1595)
- Зигмунд (* 26 май 1559; † 5 януари 1569)
- Георг Хайнрих (Виктор) фон Дитрихщайн-Финкенщайн и Холенбург (* 13 септември 1560; † 16 ноември 1597), фрайхер на Дитрихщайн-Финкенщайн и Холенбург, женен на 11 януари 1587 г. за Мария фон Велц-Еберщайн; има една дъщеря
- Естер (* 18 декември 1561; † сл. 1584), омъжена на 18 ноември 1584 г. за Ханибал фон Ек
- Йохан (* 1562; † 1579?)
- дъщеря (*/† 1563)
- Барбара Елизабет (* 24 януари 1564; † ок. 18 август 1583), омъжена на 6 януари 1581 г. за Волф Йоргер фон Толет
- Карл (* 22 януари 1565; † 1601), женен на 2 януари 1594 г. за Елизабет фон Ек
- Регина (* 18 септември 1567; † 1618, Грац), омъжена I. в Грац на 10 ноември 1583 г. за граф Андреас II фон Виндиш-Грец (* 1567; † 1600), II. за Карл фон Ек († ок. 1610)
- Йохана (* 23 декември 1568; † 6 юли 1570)
- Мария (* ок. 1569; † ок. 1569)
- Гундакар (* 14 май 1570; † 1578)
- Адам (* 6 май 1571; † 2 март 1580)
- Ева (* 13 юли 1572; † 7 декември 1581)
- Йохан Хайнрих (* 5 август 1573; † 1602), женен на 30 август 1598 г. за Мария фон Дитрихщайн
- Готфрид Мориц (* 5 ноември 1575; † 4 октомври 1586)
- Мария Саломе (* 16 януари 1577; † сл. 1601), омъжена 1601 г. за Давид фон Прьозинг
- Бартоломей фон Дитрихщайн-Холенбург (* 7 април 1579; † март 1635, Ханау), фрайхер на Дитрихщайн-Холенбург, женен 1601 г. за фрайин Елизабет Жоел фон Франкинг, наследничка на Ридау († 1635);има деца
- дете (* 22 март 1581; † ок. 1581)
- Паул (* 24 януари 1583; † 1621), женен I. на 22 януари 1609 г. за Мария Анна Пюклер фон Гродиц († пр. 24 януари 1616), II. на 3 юли 1617 г. за Елизабет Беркова з Дубе а Липе